# Idiom (programmering)
Ett idiom är ett typiskt eller rekommenderat sätt att göra någonting i ett programspråk.
Exempel: idiomet för en inkrementell slinga i programspråket C++ är:
for(int i = 0; i < n; ++i) { /* Saker som skall upprepas */ <nowiki>}</nowiki>